# Helmut Kirchgässner (Musiker)
Helmut „Cherry“ Kirchgässner (* 12. Juli 1927 in Heidelberg als Helmut Kirchgäßner; † 26. Juni 1998 in Ostfildern) war ein deutscher Jazz- und Unterhaltungsmusiker (Piano, Komposition, Arrangement).

## Wirken
Kirchgässner spielte von 1959 bis 1961 als Pianist im Quintett von Fritz Münzer. 1967 holte ihn Erwin Lehn für den ausscheidenden Horst Jankowski in sein Tanzorchester, wo er bis 1982 blieb und an zahlreichen Produktionen für den SDR beteiligt war. Er leitete sein Ensemble Cherry Kirchgässner und die Jerry Mordent Group, mit denen auch Tonträger entstanden. Weiterhin war er an Aufnahmen von Berni’s Swing Five, Chris Reynolds Dixie Seven, Orchestra Chris Reynolds, The Swinging Singles und dem Joki Freund Quintett beteiligt. Mit Lothar Kloeren begründete er 1970 den Musikverlag Orix, der bis 2003 bestand.

## Diskographische Hinweise
- Ensemble Helmut Kirchgässner: Memories of J.S.B. – Classic Pop
- Orchester Cherry Kirchgässner: Die Gedanken sind frei (Folklore für Fortgeschrittene) (1983)
- Orchestra Ack van Rooyen, Orchestra Cherry Kirchgässner: A Summer Memory (1994)